# 1927 no jornalismo
Nesta página encontrará referências aos acontecimentos directamente relacionados com o jornalismo ocorridos durante o ano de 1927.

## Nascimentos
| Data           | Nome        | Profissão  | Nacionalidade | Observações | Ref |
| -------------- | ----------- | ---------- | ------------- | ----------- | --- |
| 29 de setembro | Cid Moreira | jornalista | Brasil        |             |     |

## Mortes
| Data        | Nome              | Profissão  | Nacionalidade | Observações | Ref |
| ----------- | ----------------- | ---------- | ------------- | ----------- | --- |
| 15 de março | Júlio de Mesquita | jornalista | Brasil        | n. 1862     |     |